# قاي هوفمان
قاي هوفمان (بالإنجليزية: Guy Hoffman)‏ هو ملحن أمريكي، ولد في 20 مايو 1954.

## وصلات خارجية
- قاي هوفمان على موقع IMDb (الإنجليزية)
- قاي هوفمان على موقع ميوزك برينز (الإنجليزية)
- قاي هوفمان على موقع ديسكوغز (الإنجليزية)
- قاي هوفمان على موقع قاعدة بيانات الفيلم (الإنجليزية)